# Unión de Guadalupe
Unión de Guadalupe är en ort i Mexiko.   Den ligger i kommunen Atotonilco el Alto och delstaten Jalisco, i den centrala delen av landet, 400 km väster om huvudstaden Mexico City. Unión de Guadalupe ligger 1 911 meter över havet och antalet invånare är 145.
Terrängen runt Unión de Guadalupe är kuperad österut, men västerut är den platt. Runt Unión de Guadalupe är det ganska tätbefolkat, med 86 invånare per kvadratkilometer. Närmaste större samhälle är Arandas, 18,3 km öster om Unión de Guadalupe. I omgivningarna runt Unión de Guadalupe växer huvudsakligen savannskog.